# Václav Štěpán (historik)
Václav Štěpán (30. prosince 1941 Olomouc – 7. března 2015) byl český historik a archivář.

## Život
Po absolvování jedenáctileté školy vystudoval archivnictví na Filozofické fakultě Univerzity Karlovy v Praze (1959–1964). Po základní vojenské službě nastoupil 1. října 1965 jako archivář ve Státním okresním archivu v Opavě. V době nástupu do archivu byly všechny objekty archivu pro archiv zcela nevhodné a navíc už nestačily ani kapacitně. Snažil se tedy o získání budovy, která by umožnila všechny materiály na jedno místo. Se snahou o získání nové budovy byl spojen i jeho boj o záchranu Dominikánského kláštera v Opavě. Z opavského archivu nuceně odešel v roce 1971 kvůli svým postojům zastávaným v roce 1968.

## Publikace
- Opavsko ve dnech Mnichova : Vybrané dokumenty z let 1938–1939. Opava: Okresní výbor KSČ, 1969. 32 s. (spolusestavitel Nina Prokešová)
- Historie zámku Bruntál. Bruntál: Muzeum v Bruntále, 1998. 67 s. (2. dopl. vydání Bruntál: Muzeum v Bruntále, 2009. ISBN 978-80-87038-12-3).
- Moravský markrabě Jošt : (1354–1411). Brno: Matice moravská, 2002. 828 s. ISBN 80-86488-05-5.
- Bělá očima staletí : dějiny hlučínské obce. Bělá: Obec Bělá v nakl. a vydavatelství AVE Centrum, 2005. 156 s. ISBN 80-86268-07-1.
- Dějiny obce Závada : historie hlučínské obce a jejího okolí. Opava; Závada : Obec Závada u Hlučína, 2007. 248 s. ISBN 978-80-239-8986-1.
- Alois Vařejka a jeho doba. Přerov : Šárka, 2007. 310 s. ISBN 978-80-86584-11-9.
- Dějiny obce Chuchelné : 1349–2009. Opava: Obec Chuchelná, 2009. 423 s. ISBN 978-80-254-5941-6.
- Bolatice od pravěku k současnosti. Opava: Obec Bolatice, 2010. 672 s. ISBN 978-80-254-8816-4.
- Dějiny dominikánského kláštera a kostela svatého Václava v Opavě. Opava: Opavská kulturní organizace, 2014. 334 s. ISBN 978-80-905396-5-5.
- Dějiny obce Bohuslavice. Opava: Obec Bohuslavice, 2013, 744 s. ISBN 978-80-260-5355-2.